# Botanophila trapezina
Botanophila trapezina este o specie de muște din genul Botanophila, familia Anthomyiidae. A fost descrisă pentru prima dată de Zetterstedt în anul 1845.
Este endemică în Sweden. Conform Catalogue of Life specia Botanophila trapezina nu are subspecii cunoscute.